# Antonio Mancuso
Antonio Mancuso (Milano, 1924) è un fumettista italiano autore di decine di serie a fumetti pubblicate dagli anni sessanta ai primi anni novanta su Il Monello e Intrepido.

## Biografia
Esordì molto giovane nel 1938, scrivendo le sue prime sceneggiature a 14 anni per la serie degli Albi dell'Intrepido della Editrice Universo per la quale lavorerà per quasi mezzo secolo realizzando numerose serie pubblicate anche sulle riviste Intrepido e Il Monello e Albo Blitz. Per la Ventura Editore si occupò di adattamenti a fumetti di classici della letteratura insieme al disegnatore Francesco Pescador, realizzando dalla fine del 1946 storie a fumetti tratte da romanzi come La freccia nera o L'isola del tesoro. Alla Universo, insieme al disegnatore Lino Jeva, fu l'autore della serie Jimmy Jet, esordita nel 1964 e della serie western I Laramy della Valle, ideata da Erio Nicolò per Il Monello negli anni sessanta ed entrambe pubblicata anche in Francia; per Intrepido collaborò alla serie Chandra disegnata da Erio Nicolò e pubblicata dal 1952 al 1969 e in francia su Hurra! e altre riviste. Dagli anni sessanta ai primi anni novanta ideò e sceneggiò quindi varie serie a fumetti per la Universo, alcune delle quali durate decenni come Billy Bis, pubblicata sul Monello dal 1966 al 1988 e che venne pubblicata anche in Francia da Jeunesse et Vacances. Altre serie per il Monello furono Camera 3 Luce rossa, poi reintitolata Tony Gagliardo, pubblicata dal 1977 al 1984, entrambe disegnate da Loredano Ugolini, o Ghibli, pubblicata dal 1972 al 1976, mentre su Intrepido pubblicò serie come Iber, disegnata da Antonio Toldo dal 1972 al 1973, Bisturi nero, disegnato da Lino Jeva e Piero Montecchi dal 1978 al 1982, o Piovra d'argento, dal 1964 al 1971; alcune di queste, come Iber, Ghibli o Billy Bis, verranno poi pubblicate anche su testate dedicate. Per la Lancio scrisse negli anni settanta storie per il settimanale Lanciostory, come le serie western Alamo Kid e quella di spionaggio Tiger Kiss, alcune pubblicate anche in Francia.

## Riconoscimenti
- Premio Maestri dell'Immagine Lucca Comics (1997)[9]